# D=OUT
D=OUT (jap. ダウト Dauto) – japoński rockowy zespół visual kei założony 24 grudnia 2006 roku. Zespół obecnie współpracuje z wytwórnią PS Company. Ich muzyka różni się nieco od pozostałych grup j-rockowych ze względu na ich unikatowy styl, ma brzmienie rockowe i jazzowe. 15 kwietnia 2009 roku D=OUT odbyli swoje pierwsze tournée po Europie. Pod koniec maja 2010 roku zespół rozpoczął swoją drugą trasę europejską, występował w Finlandii, Polsce, Niemczech, Holandii i Francji.

## Członkowie
- Kōki (jap. 幸樹 ur. 21 października 1980) – wokal
- Ibuki (jap. 威吹 ur. 16 stycznia 1984) – gitara
- Hikaru (jap. ひヵる ur. 27 listopada 1985) – gitara
- Reika (jap. 玲夏 ur. 5 sierpnia 1982) – gitara basowa
- Naoto (jap. 直人) – perkusja

### Byli
- Minase (jap. ミナセ ur. 2 marca 1981) – perkusja

## Dyskografia

### Albumy i EPs
- Rōman Jōmyakuteki Chabangeki (jap. 浪漫静脈的茶番劇) (EP; 30 kwietnia 2008)
- Cannonball Vol. 4 (11 czerwca 2008)
- Zipang (8 sierpnia 2008)
- Tōryūmon (jap. 登竜門) (EP; 22 lipca 2009)
- CARNIVAL Ukiyo (jap. CARNIVAL浮世) (10 marca 2010)
- MUSIC NIPPON (8 lutego 2012)
- high collar (EP; 15 sierpnia 2012)
- Kabuki Disco (jap. 歌舞伎デスコ) (20 lutego 2013)
- Katsugeki Broadway (jap. 活劇ブロードウェイ) (22 stycznia 2014)
- Zenshinzenrei ōka-shū (jap. 全身全霊謳歌集) (23 lipca 2014)
- Shin gi tai (jap. 心技体) (6 stycznia 2016)

### Single
- Flashback (jap. フラッシュバック) (4 marca 2007)
- Heisei Bubble (jap. 平成バヴル) (22 czerwca 2007)
- Shirohata Sengen (jap. 白旗宣言) (24 października 2007)
- Bara Iro no Jinsei (jap. ばら色ノ人生) (19 grudnia 2007)
- Bankoku, Dai Tōkyō / Akai Kasa to Anata (jap. 万國、大東京/赤い傘と貴女) (27 lutego 2008)
- Toge (jap. 棘) (7 marca 2008)
- Myōjō Orion (jap. 明星オリオン) (17 grudnia 2008)
- Hanasaki Beauty (jap. 花咲ビューティ) (22 kwietnia 2009)
- Aoi Tori (jap. 青い鳥) (26 sierpnia 2009)
- Psychedelico-Psychedelico (jap. サイケデリコ∞サイケデリコ) (8 września 2010)
- ONE (16 marca 2011)
- ROMAN REVOLUTION (27 lipca 2011)
- Zenshin Zenrei LIVES (jap. 全身全霊LIVES) (2 listopada 2011)
- Aisuru Hito (jap. あいするひと) (2 maja 2012)
- Chūkyori ren’ai (jap. 中距離恋愛) (14 listopada 2012)
- Koiabaki, amezarashi (jap. アバき、雨ザラし) (26 czerwca 2013)
- Kanden 18gō (jap. 感電18号) (30 października 2013)
- Zange no kadō (jap. ざんげの花道) (21 maja 2014)
- Koi ga dekinai (jap. 恋ができない) (28 października 2015)
- LAUGH PLAY (27 lipca 2016)
- Manji (jap. 卍) (16 listopada 2016)